# Quan hệ đối tác thương mại hải quan chống khủng bố
Quan hệ đối tác thương mại hải quan chống khủng bố (C-TPAT) là một chương trình bảo mật chuỗi cung ứng tự nguyện do Hải quan và Bảo vệ biên giới Hoa Kỳ (CBP) dẫn đầu, tập trung vào việc cải thiện an ninh của chuỗi cung ứng của các công ty tư nhân liên quan đến khủng bố.  Chương trình được triển khai vào tháng 11 năm 2001 với bảy người tham gia ban đầu, tất cả các công ty lớn của Hoa Kỳ.  Tính đến ngày 1 tháng 12 năm 2014, chương trình có 10.854 thành viên.  4.315 nhà nhập khẩu trong chương trình chiếm khoảng 54% giá trị của tất cả hàng hóa nhập khẩu vào Mỹ
Các công ty đạt được chứng nhận C-TPAT phải có một quy trình được lập thành văn bản để xác định và giảm thiểu rủi ro trong chuỗi cung ứng quốc tế của họ.  Điều này cho phép các công ty được coi là rủi ro thấp, dẫn đến việc xử lý nhanh hàng hóa của họ, bao gồm cả việc kiểm tra hải quan ít hơn.

## Các loại người tham gia C-TPAT
- Nhà nhập khẩu kỷ lục của Mỹ
- Tàu sân bay xuyên biên giới Hoa Kỳ / Canada và Hoa Kỳ / Mexico
- Tàu sân bay đường dài Mexico
- Tàu sân bay, đường biển và hàng không
- Cơ quan cảng biển và nhà điều hành cảng biển Hoa Kỳ
- Người hợp nhất (người hợp nhất vận tải hàng không Hoa Kỳ, trung gian vận tải biển và tàu sân bay phổ biến hoạt động)
- Nhà sản xuất Mexico và Canada
- Một số nhà sản xuất nước ngoài được mời
- Môi giới hải quan được cấp phép của Hoa Kỳ
- Nhà cung cấp dịch vụ hậu cần của bên thứ ba
- Nhà xuất khẩu
- Môi giới và đại lý
- Các cơ quan tham gia đàm phán các giao dịch kinh doanh trong các ngành được liệt kê ở trên

## Lợi ích của đối tác C-TPAT
Theo Cơ quan Hải quan và Bảo vệ Biên giới Hoa Kỳ, lợi ích của việc tham gia C-TPAT có thể bao gồm:
- Đóng vai trò tích cực trong cuộc chiến chống khủng bố và quyền công dân tốt
- Giảm số lần kiểm tra CBP
- Xử lý ưu tiên (tiền tuyến) cho kiểm tra CBP
- Đủ điều kiện tham dự hội thảo đào tạo C-TPAT
- Điều kiện tiên quyết để tham gia chương trình tự đánh giá nhà nhập khẩu
- Giảm nhẹ hình phạt trong những trường hợp nhất định
- Tư vấn bảo mật được chỉ định, một chuyên gia bảo mật chuỗi cung ứng
- Các nhà nhập khẩu cấp III đã cho phép áp dụng chỉ định khối theo Đạo luật An toàn của DHS
- Các nhà xuất khẩu cho phép CBP chia sẻ thông tin với các cơ quan hải quan khác được giảm kiểm tra khi đến các quốc gia đó (xem danh sách dưới đây)

Sử dụng công nghệ phù hợp, các quy trình thu thập dữ liệu, tổ chức và phân tích rủi ro của nhà cung cấp có thể được thực hiện dễ dàng mà không cần đầu tư lớn vào cơ sở hạ tầng hoặc tài nguyên CNTT.  Mục tiêu chính của chương trình C-TPAT không phải là thêm công việc cho nhà nhập khẩu hoặc các công ty tham gia, mà là giúp cải thiện an ninh của tất cả các chuỗi cung ứng toàn cầu.
Thượng nghị sĩ Hoa Kỳ Susan Collins và Patty Murray đã giới thiệu một dự luật tại Quốc hội, Đạo luật An ninh Hàng hóa Hàng hải GreenLane, nhằm tăng cường những lợi ích tiềm năng này cho các công ty ở mức độ bảo mật cao nhất trong C-TPAT.

## C-TPAT công nhận lẫn nhau
Công nhận lẫn nhau (MR) đề cập đến các hoạt động liên quan đến việc ký kết một tài liệu giữa cơ quan hải quan nước ngoài cho phép trao đổi thông tin nhằm cải thiện an ninh chuỗi cung ứng.  Tài liệu đã ký, hoặc MR, chỉ ra rằng các yêu cầu hoặc tiêu chuẩn bảo mật của chương trình đối tác nước ngoài, cũng như các quy trình xác nhận của nó là tương tự nhau.  Khái niệm thiết yếu của thỏa thuận công nhận lẫn nhau (MRA) là C-TPAT và chương trình nước ngoài tương thích cả về lý thuyết và thực tiễn để một chương trình sẽ nhận ra kết quả xác nhận của chương trình kia.
Các chương trình sau đây được công nhận lẫn nhau với C-TPAT:
- Dịch vụ Hải quan New Zealand - Chương trình Đề án Xuất khẩu An toàn (SES) - Tháng 6 năm 2007
- Cơ quan Dịch vụ Biên giới Canada - Đối tác trong Chương trình Bảo vệ (PIP) - Tháng 6 năm 2008
- Cục Hải quan Jordan - Chương trình Danh sách Vàng (GLP) - Tháng 6 năm 2007
- Cục Hải quan và Thuế quan Nhật Bản - Chương trình điều hành kinh tế ủy quyền (AEO) - tháng 6 năm 2009
- Dịch vụ Hải quan Hàn Quốc - Chương trình AEO - Tháng 6 năm 2010
- Liên minh châu Âu - Chương trình AEO - Tháng 5 năm 2012
- Đài Loan - Tổng cục Hải quan, Bộ Tài chính Đài Loan - Chương trình AEO.  * - Tháng 11 năm 2012
- Israel - tháng 6 năm 2014
- Mexico - tháng 10 năm 2014
- Singapore - tháng 12 năm 2014
- * Lưu ý: MRA này được ký giữa Viện Hoa Kỳ tại Đài Loan (AIT) và Văn phòng Đại diện Văn hóa và Kinh tế Đài Bắc (TECRO) tại Hoa Kỳ.  C-TPAT và Đài Loan AEO là các bên được chỉ định chịu trách nhiệm triển khai MRA.

Thông qua sáng kiến này, CBP đang yêu cầu các doanh nghiệp đảm bảo tính toàn vẹn của các hoạt động bảo mật của họ và liên lạc và xác minh các nguyên tắc bảo mật của các đối tác kinh doanh trong chuỗi cung ứng.

## Chương trình giao dịch đáng tin cậy
Khi chính quyền hải quan cung cấp hữu hình cho các doanh nghiệp đáp ứng các tiêu chuẩn bảo mật tối thiểu và tuân theo các thông lệ tốt nhất, các doanh nghiệp đó được gọi là thương nhân đáng tin cậy  Khái niệm này được quốc tế chấp nhận và cố thủ trong các giao thức như Khung tiêu chuẩn SAFE của Tổ chức Hải quan Thế giới.
Ở Bắc Mỹ, cả cơ quan CBP và Cơ quan Dịch vụ Biên giới Canada (CBSA) đều cung cấp các chương trình thương nhân đáng tin cậy, các chương trình Đối tác chống hải quan (C-TPAT) của CBP và các chương trình Đối tác bảo vệ (PIP) của CBSA cũng như bi chương trình thương mại tự do và an toàn (FAST).  Những nỗ lực đang được tiến hành để Hài hòa quá trình đăng ký và quản trị các tài khoản đối tác đó.
Tại Hoa Kỳ, CBP và thương mại đã hợp tác một thời gian để tạo ra một thiết kế cho Chương trình Nhà giao dịch đáng tin cậy, tích hợp, bao gồm cả yêu cầu bảo mật và tuân thủ.  Cách tiếp cận này sẽ cho phép CBP cung cấp các khuyến khích bổ sung cho các đối tác rủi ro thấp tham gia, đồng thời được hưởng lợi từ hiệu quả bổ sung của việc quản lý cả bảo mật chuỗi cung ứng (C-TPAT) và tuân thủ (ISA) trong một chương trình hợp tác.